# Vallée de la Canau
La vallée de la Canau est une haute vallée glaciaire de la chaîne de montagnes des Pyrénées, au-dessus de la ville de Gavarnie-Gèdre dans le Lavedan, dans le département français des Hautes-Pyrénées en Occitanie.

## Toponymie
En occitan, canau qui vient de canaou signifie « couloir raide, passage étroit ».

## Géographie

### Situation
Orientée sud-nord, la vallée s'étend sur environ 4 km de longueur avec une largeur entre 3,5 km et 1,5 km.
La vallée de la Canau est une vallée coincée entre la vallée d'Ossoue à l'ouest et au nord, la vallée de Sausse Dessus à l'est et l'Aragon au sud.
Elle est comprise entièrement dans la commune de Gavarnie-Gèdre.
La vallée se trouve dans le massif du Vignemale. La bordure sud de la vallée est située sur la frontière franco-espagnole.

### Topographie
La vallée de la Canau est surplombée au sud par des sommets avoisinant les 2 300 mètres :
- au nord : la vallée est délimitée par le gave d'Ossoue ;
- à l'est : la montagne des Sècres et le pic des Sècres (2 607 m) ;
- au sud : sur la frontière franco-espagnole le pic du Pla d'Aube (2 679 m), le pic du Port du Pla d'Aube (2 503 m), le pic de Lourdes (2 648 m), le pic du Cardal (2 569 m), le pic Crabère (2 590 m), le pic de la Bernatoire (2 518 m) ;
- à l'ouest : le pic Pointu (2 515 m), le pic Rond (2 345 m).

Les cols du Pla d'Aube (2 432 m), du Cardal (2 361 m), de Crabère (2 431 m) et de la Bernatoire (2 336 m) permettent le passage vers l’Espagne au sud.

### Hydrographie
Les ruisseaux de Lécadé et de Lourdes (ou ruisseau de la Canau), qui est un affluent droit du gave d'Ossoue et qui le rejoint à l’Espugue de Millas, coulent au centre de la vallée. On trouve le lac du Cardal (2 224 m) en son sein.

## Histoire
La vallée de la Canau était orthographiée vallée de Canaou jusque dans les années 1950 (voir carte d'état-major).
La vallée est inhabitée, les seules structures sont des granges (cabanes de Lourdes).
Chaque année depuis trois millénaires, des éleveurs espagnols de la vallée de Broto rejoignent la France en direction du col de la Bernatoire avec plus de mille têtes de bétail.

## Protection environnementale
La vallée est située dans le parc national des Pyrénées et fait partie d'une zone naturelle protégée, classée ZNIEFF de type 1 et de type 2.

## Voies de communication et transports
On accède à la vallée par la route de Gavarnie, la route départementale D 921 en direction du barrage d'Ossoue. On y pénètre par une piste qui passe par la cabane de Milhas.
Le sentier de grande randonnée GR 10 passe en partie basse de la vallée à la cabane de Lourdes.